# 191856 Almáriván
(191856) Almáriván, denumire internațională (191856) Almarivan, este un asteroid din centura principală de asteroizi.

## Descriere
191856 Almáriván este un asteroid din centura principală de asteroizi. A fost descoperit pe 11 noiembrie 2004 la Piszkesteto de Krisztián Sárneczky. Asteroidul prezintă o orbită caracterizată de o semiaxă mare de 2,73 ua, o excentricitate de 0,18 și o înclinație de 5,6° în raport cu ecliptica.